# Hanspur
Hanspur (nep. हंसपुर) – gaun wikas samiti w zachodniej części Nepalu w strefie Gandaki w dystrykcie Gorkha. Według nepalskiego spisu powszechnego z 2001 roku liczył on 538 gospodarstw domowych i 2470 mieszkańców (1324 kobiet i 1146 mężczyzn).